# Villa del Pigneto
La Villa del Pigneto o villa Sacchetti era una residenza nobiliare suburbana progettata da Pietro da Cortona per i marchesi Sacchetti.

## Descrizione
Il "Casino Sacchetti" (secondo l'incisione dello Specchi) sorgeva lungo il declivio della collina di fronte alla valle Aurelia e ai giardini vaticani e accanto ad una folta pineta (si pensa che questa abbia dato il nome all'intera proprietà: Pigneto e poi Pineto), attualmente nota come Pineta Sacchetti.
Alla villa si accedeva per la strada che univa valle dell'Inferno a Porta Angelica.
Il casino fu edificato su piani diversi lungo il crinale della collina, con il corrispondersi di elementi concavi e convessi che costituì una grossa novità e che avrebbe fatto scuola tra i contemporanei. Il primo piano era costituito da una grande fontana, impreziosita da scogli naturali. Il secondo piano era costituito da una fontana geometrica con figure di tritoni; il terzo piano del frontone delle scali laterali; il quarto dal ninfeo, ricavato sotto il piazzale; il quinto dalle rampe concave d'accesso al livello della villa. Da qui partiva il vero corpo di fabbrica: sulla facciata un nicchione centrale corrispondeva al salone interno e due avancorpi, abbellite da nicchie, si allungavano a semicerchio sulle ali. La pianta del primo piano è composta di cinque sale e il piano nobile era anch'esso a cinque sale.
L'opera, sia nella struttura che nelle decorazioni, risentì di varie tendenze: dall'esperienza del Bramante (Belvedere in Vaticano) al manierismo, dagli architetti toscani al Palladio. Tuttavia il Cortona creò un'opera capace di anticipare i principi fondamentali del Barocco e di influenzare molti architetti in tutta Europa.

### Abbandono

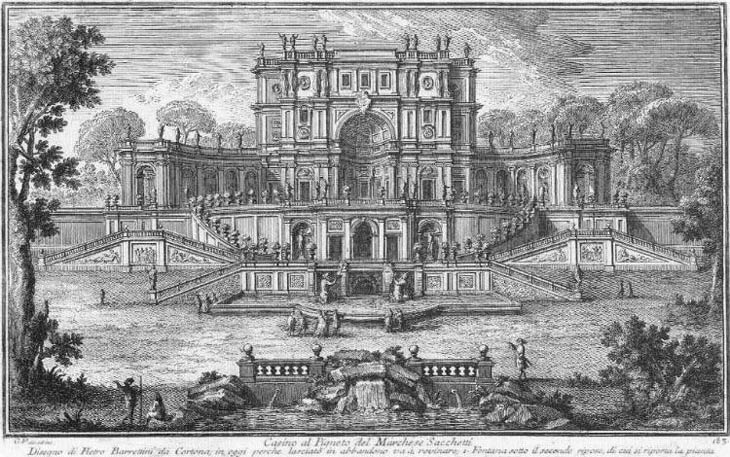
Casino al Pigneto del Marchese Sacchetti, incisione di Giuseppe Vasi (1760). Si noti che all'epoca la villa era già avviata alla sua decadenza, ma l'autore abbia preferito raffigurarla nella sua condizione originaria.

A partire dal 700, come testimonia il Vasi, la villa andò in rovina e fu abbandonata dalla famiglia Sacchetti, nel 1747, che diede la proprietà della tenuta in enfiteusi a G. Ceccarelli. Il Montesquieu, nel suo Viaggio in Italia, giustificò l'abbandono con "l'aria cattiva proveniente da una valle sottostante".
Giuseppe Vasi nel 1761 scriveva : 
Probabilmente la causa della rovina del manufatto fu dovuta ad una falda acquifera e alla mancanza di denaro per continui restauri. All'inizio dell'Ottocento, come dimostra il disegno di Percier e Fontaine, la villa era ridotta a ruderi ricoperti da abbondante vegetazione. Nel 1859 la famiglia Sacchetti vendette la proprietà dal Pigneto ad Alessandro Torlonia che fece abbattere definitivamente ciò che restava del Casino.
Oggi i ruderi sono ancora ben visibili, parte interrati e parte ricoperti da una folta vegetazione spontanea. Si nota chiaramente che la villa è situata su di un declivio.
Dall'opera architettonica di Pietro da Cortona rimangono i resti del capo centrale del fabbricato, dove è ben visibile la base del ninfeo e nella parte più bassa, si notano i ruderi della fontana a forma di grotta, ingabbiata tra radici; rovi e arbusti spontanei.